# Panthère noire (animal)
Pour les articles homonymes, voir Panthère noire.
La panthère noire, appelée aussi léopard noir, est un léopard (Panthera pardus) atteint de mélanisme, qui est une mutation génétique lui conférant une robe globalement noire. Fréquent chez le léopard dans les forêts tropicales humides de l'Asie du Sud-Est et de l'Inde (11 % des léopards sont noirs) mais très rare en Afrique,, ce phénotype se retrouve aussi parfois en Amérique chez le jaguar (P. onca). 

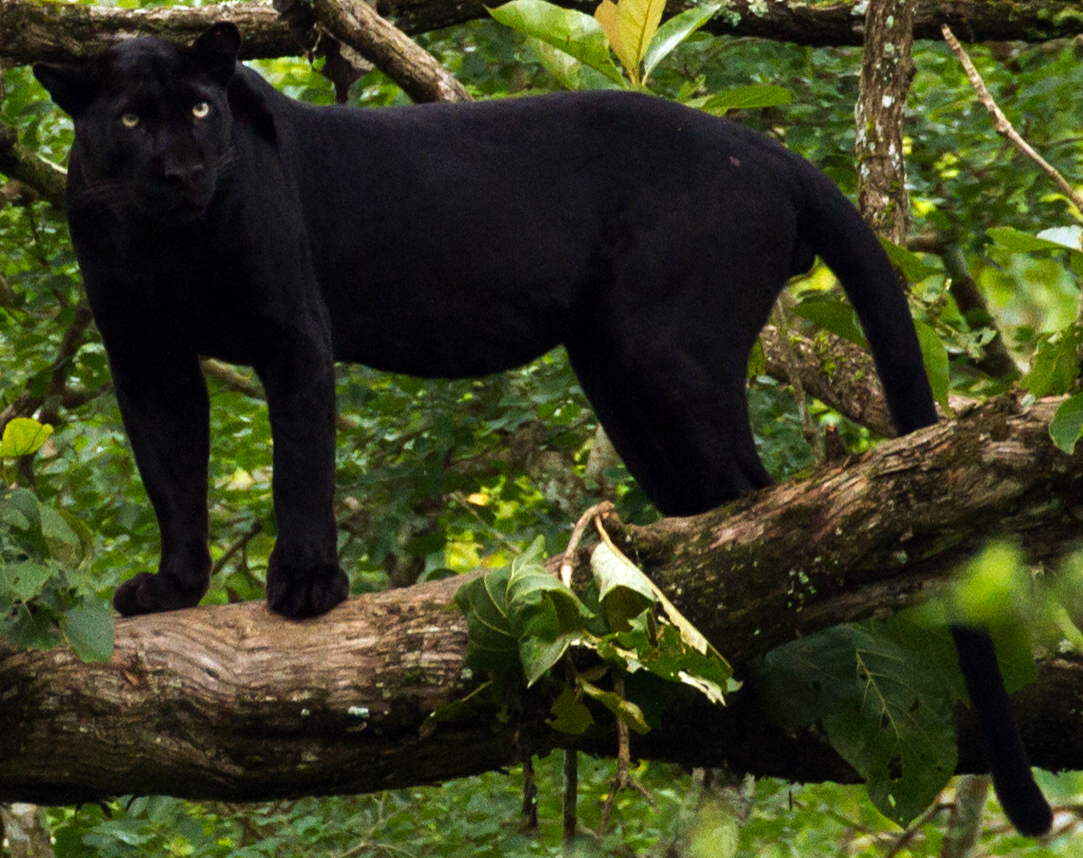
Une panthère noire au parc national de Nagarhole, en Inde.
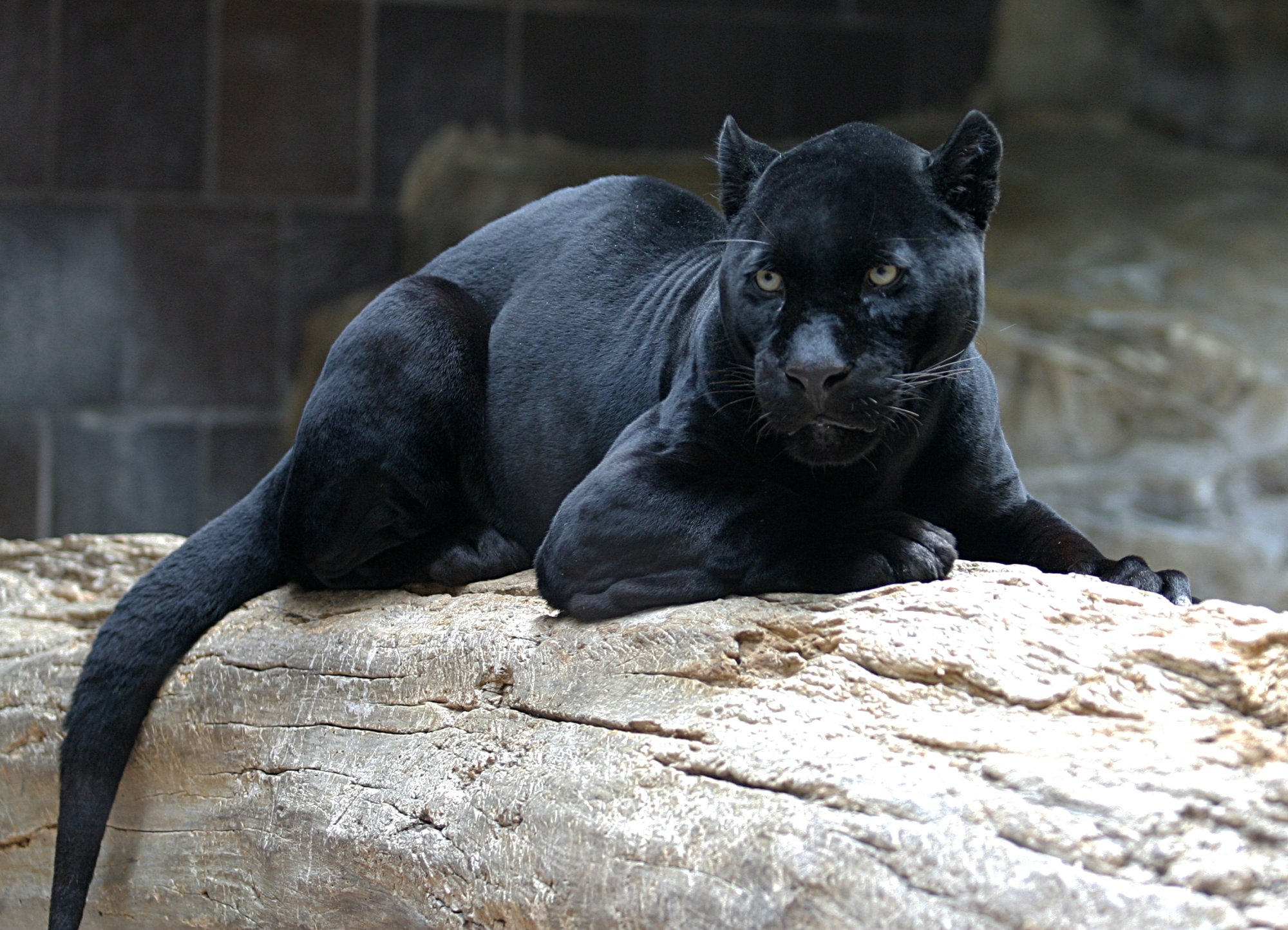
Un jaguar noir au zoo Henry Doorly, aux États-Unis.
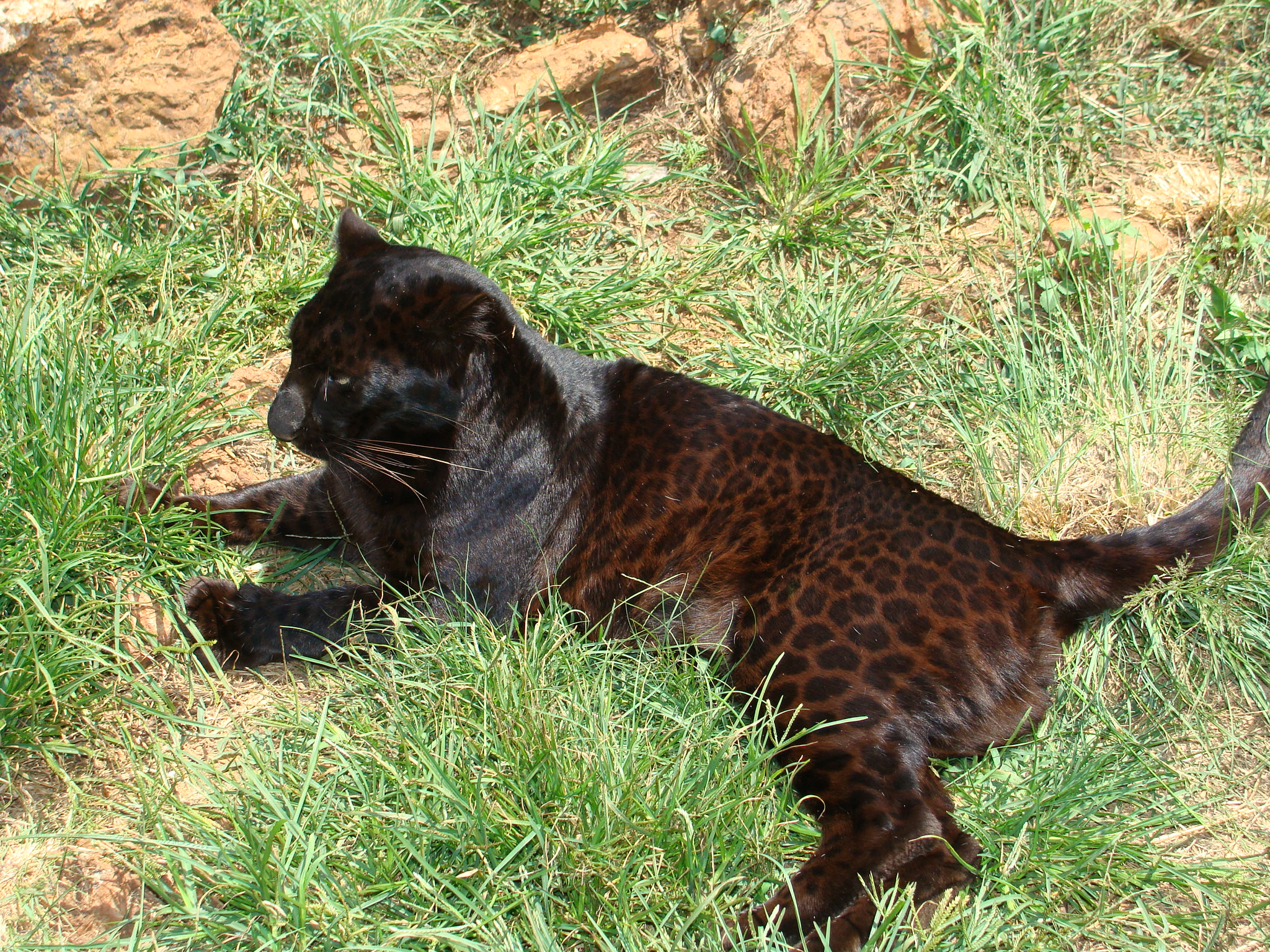
Une panthère noire au Rhino and Lion Nature Reserve (Afrique du Sud), avec les rosettes bien visibles.
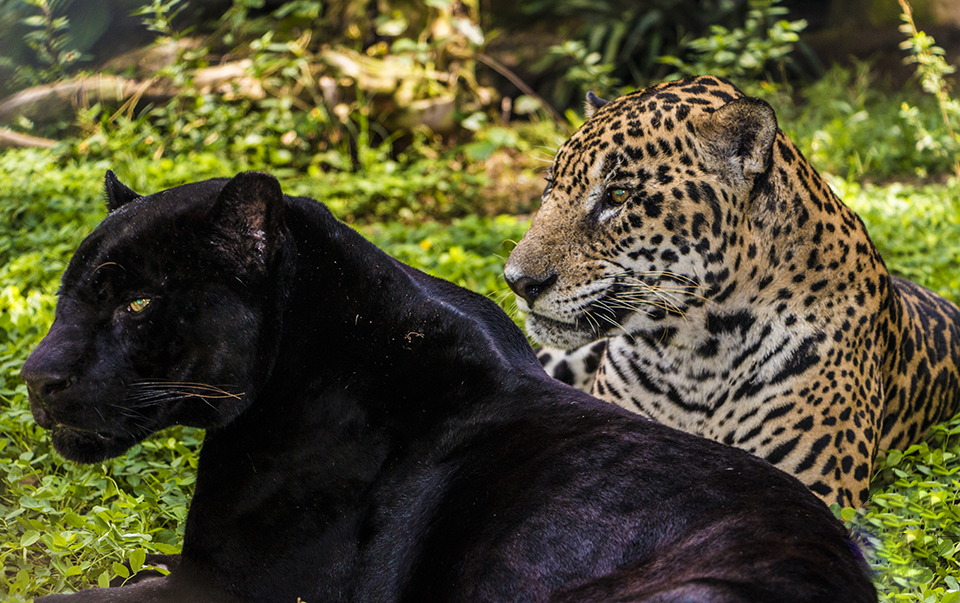
Un jaguar noir en compagnie d'un congénère à fourrure normale.

## Dans la culture littéraire et cinématographique
- Bagheera, personnage du roman Le Livre de la jungle, est l'exemple de panthère noire le plus célèbre dans la littérature.
- Shaé, protagoniste de la saga L'Autre de Pierre Bottero, a la capacité, de par son appartenance à la famille des Métamorphes, de se transformer en panthère noire.
- Black Panther (Panthère noire au Québec) est un film de super-héros américain coécrit et réalisé par Ryan Coogler, sorti en 2018 faisant parti de la franchise Marvel.